# 칠웨이브
칠웨이브(Chillwave, 원래는 glo-fi 및 hypnagogic pop과 동의어로 간주되었음)는 2000년대 후반에 등장한 음악 마이크로장르이다. 이 장르는 1970년대 후반과 1980년대 초반의 대중음악을 연상시키는 동시에 기억과 노스탤지어의 개념을 다루는 것을 특징으로 한다. 흔한 특징으로는 희미하거나 몽환적인 복고풍 팝 사운드, 현실도피적 가사(해변이나 여름과 같은 주제가 자주 나옴), 사이키델릭 또는 lo-fi 미학, 부드러운 보컬, 느리거나 중간 템포, 효과 처리(특히 리버브), 빈티지 신시사이저가 있다.
칠웨이브는 주로 인터넷을 통해 발전한 첫 번째 음악 장르 중 하나이다. 이 용어는 마이크로장르와 1980년대 VHS 테이프의 배경 음악과 유사한 사운드를 가진 인디 음악을 풍자하기 위해 2009년 풍자 블로그 힙스터 런오프(Hipster Runoff)에서 만들어졌다. 그 전에는 이 음악이 슈게이징, 드림 팝, 앰비언트 또는 인디트로니카로 분류되었을 것이다. 대표적인 음악가로는 네온 인디언, 워시드 아웃, 토로 이 모아 등이 있으며, 이들은 2009년의 "칠웨이브의 여름" 동안 주목을 받았다. 워시드 아웃의 2009년 트랙 "Feel It All Around"는 가장 잘 알려진 칠웨이브 곡으로 남아 있다.
많은 아티스트들이 이 스타일의 저예산 간결성을 활용했는데, 이는 원래의 장면의 몰락에 기여한 아티스트들의 과포화를 초래했다. "칠웨이브"라는 문구는 음악의 피상적인 피상성과 향수에 대한 의존으로 인해 경멸적으로 사용되게 되었다. 비평가들은 또한 이 용어가 미디어 출판물에 의해 고안되었다는 점을 비난했다. 이 용어는 2010년대 초반 베이퍼웨이브를 포함한 인터넷 음악 마이크로장르의 확산을 예고했는데, 베이퍼웨이브는 칠웨이브의 아이러니한 변형으로 시작되었다. 2010년대 중반까지 칠웨이브는 인기가 시들었고, 원래 장르의 아티스트와 청취자 대부분은 다른 음악 스타일로 초점을 옮겼다.

## 음악적 기원
오늘날의 "칠웨이브"로 통할 수 있는 무언가가 20년 동안 거의 매 순간 널리 꾸준히 퍼져 나갔으며, 대부분은 너무나 기계적이고 기본적인 사운드였기 때문에 아무도 구체적으로 이름을 붙일 생각을 하지 못했다. 
칠웨이브는 사이키델리아, Bedroom pop, 또는 일렉트로팝으로 분류되었다. 이 음악에 대한 특정 용어가 만들어지기 전에는 슈게이징, 드림 팝, 앰비언트 또는 인디트로니카로 설명되었다. 피치포크의 니츠 아베베는 적어도 1992년부터 이 스타일이 한 가지 주요 이유로 존재했다고 썼다: "돌에 맞은 행복한 대학생들이 잠들면서 레코드를 듣고 있다." 아베베는 슬로다이브, 달리아 레코드(Darla Records)의 블리스드 아웃(Blissed Out) 앰비언트 컴필레이션, 카지노 대 일본(Casino Versus Japan)의 1998년 동명 앨범을 예로 들었다. 장르의 가장 초기에 알려진 표현 중 하나는 비치 보이스의 1970년 앨범 Sunflower에 수록된 노래 "All I Wanna Do"이다. 아베베가 칠웨이브 이전 음악과 자주 비교했다고 말한 보즈 오브 캐나다 또한 영향력이 있었으며, 페네스(Fennesz)와 제이 딜라의 2006년 앨범 도넛츠 또한 마찬가지였다.
아리엘 핑크는 자주 "칠웨이브의 대부"로 언급된다. 그는 처음에 1970년대 라디오 록과 1980년대 뉴 웨이브를 로파이 환경에서 재구성한 일련의 홈 레코딩 앨범을 통해 2000년대 중반에 인정을 받았다. 핑크의 앨범을 배포한 Paw Tracks 레코드 레이블은 애니멀 컬렉티브가 운영했는데, 그들은 핑크의 홈 레코딩 CD에 감명을 받아 The Doldrums (2000)을 시작으로 핑크와 계약했다. 언컷의 샘 리처드(Sam Richard)는 핑크를 "로파이 전설"로 소개하며 그의 "유령 같은 팝 사운드"가 덕테일즈(Ducktails)와 토로 이 모아와 같은 칠웨이브 아티스트에게 영향을 미쳤다고 말했다. 평론가 아담 하퍼(Adam Harper)는 핑크의 "칠웨이브 대부" 지위를 반박하며 로파이 장면에 대한 그의 영향력이 다소 과장되었다고 썼다. 그는 핑크의 음악이 "칠웨이브의 거울 같은 시원한 신스 그루브가 부족하다... 핑크의 앨범은 기발하고 개인적이며 대부분 록 기반이며 어색한 글램으로 옷 입고 있다." 칠웨이브의 베드룸 팝 선구자에 대해 셀라(Cellars)의 알레네 노튼(Allene Norton)은 핑크가 "분명히 칠웨이브는 아니지만 그러한 종류의 음악이 워시드 아웃과 같은 많은 아티스트에게 영향을 미쳤다"고 말했다.

2007년 3월, 애니멀 컬렉티브의 멤버 판다 베어 (노아 레녹스)는 그의 솔로 앨범 퍼슨 피치를 발매했으며, 이 앨범은 칠웨이브 스타일의 시작을 알린 것으로 평가받는다. 이 앨범은 다양한 후속 인디 음악에 영향을 미쳤으며, 그 사운드는 칠웨이브 및 유사 음악의 주요 영감이 되었다. 애니멀 컬렉티브 자체도 이 운동에 기여했다. 2009년 1월에 발매된 그들의 앨범 메리웨더 포스트 파빌리온은 앰비언트 사운드와 반복적인 멜로디로 특히 영향력이 있었지만, 칠웨이브가 식별되는 "흐릿한" 사이키델릭과는 밀접하게 관련되지 않았다. Flavorwire의 톰 호킹(Tom Hawking)에 따르면, 칠웨이브 아티스트들은 애니멀 컬렉티브의 초기 작업에서 "어렴풋이 정의되지 않은 전원적인 향수"를 "외삽하여 전체 장르로 발전시켰다." 그러나 "애니멀 컬렉티브는 실제로 그 장면의 일부가 아니었다. 그들은 오히려 영적인 지배자였다."
2008년 2월, 디어헌터의 브래드포드 콕스(Bradford Cox)인 아틀라스 사운드는 앨범 Let the Blind Lead Those Who Can See but Cannot Feel로 데뷔했다. 음악 평론가 래리 피츠모리스(Larry Fitzmaurice)에 따르면, "[칠웨이브]에 대한 콕스의 영향력은 아무리 강조해도 지나치지 않으며, 그는 앨범의 "얼음 조각 앰비언트 팝...은 곧 칠웨이브 전체를 정의하게 될 일시성과 기억이라는 주제로 얼룩져 있었다"고 덧붙였다. 레녹스는 나중에 콕스의 2009년 곡 "Walkabout"에 게스트 보컬로 참여했는데, 피츠모리스는 이를 "초기 칠웨이브 토템"이라고 언급했다.

## 어원과 하이프나고직 팝

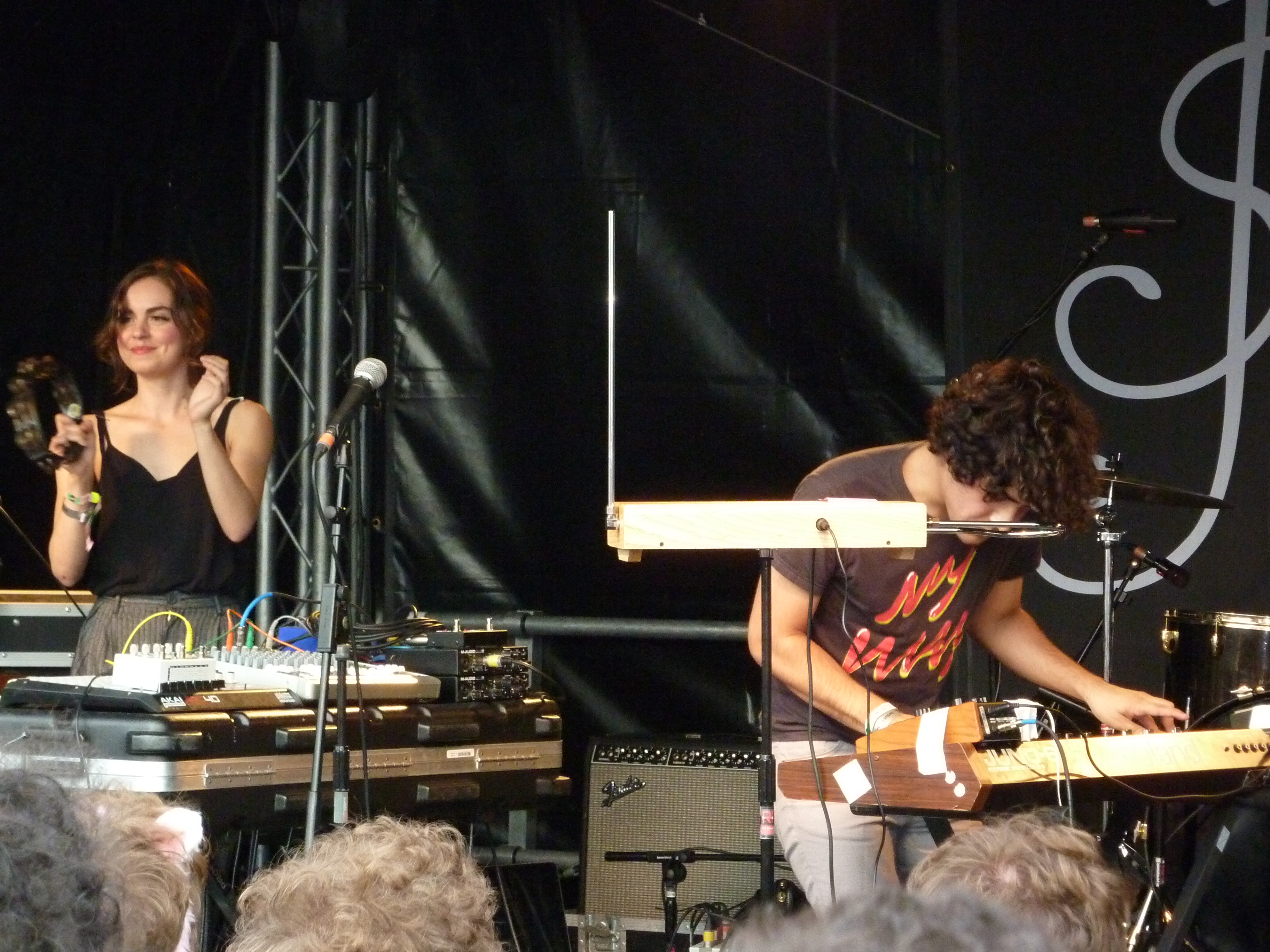
2010년 공연 중인 네온 인디언

대부분의 설명은 "칠웨이브"를 힙스터 런오프(Hipster Runoff) 블로그의 익명 관리자인 "카를레스"(Carles)가 2009년 7월에 작성한 글에 기인한다. 2008년부터 2013년까지 활동했던 이 사이트는 "대체" 트렌드에 대한 아이러니한 게시물로 유명했다. 카를레스는 서로 비슷해 보이는 수많은 새로운 밴드를 설명하기 위해 이 용어를 사용했다. "WASHED OUT이 다음 네온 인디언/메모리 카세트인가?"라는 제목의 7월 27일 게시물은 "음악계"가 "애니멀 컬렉티브/그리즈 베어 등과 같은 거대 브랜드가 아닌 '새로운 진짜, 언더그라운드 상품'을 찾고 있는" 새로운 트렌드에 대해 숙고했다. "개념적이면서도 당신의 밴드가 '팝 감수성'이나 다른 것을 가지고 있음을 보여주는 쉬운 칠 프로젝트를 갖는 것이 가장 쉬운 것 같다." 그는 "Chill Bro Core", "Pitchforkwavegaze", "forkshit", "CumWave"와 같은 장르 이름 목록을 제안했다. 이 게시물은 다음과 같이 결론 내린다.
미래에는 '칠웨이브' 음악이라고 부를 것 같다. '칠웨이브'는 '두껍고/칠한 신시사이저'가 지배하는 반면, 개념적인 코어는 여전히 '진짜 악기를 사용하고/자연에서 녹음된 것처럼 들리려고' 노력하는 것 같다. 칠웨이브는 '80년대 후반/90년대 초반 다락방에서 찾은 오래된 VHS 테이프에서 재생된 것처럼 들리는' 음악이어야 할 것 같다.

몇 주 후인 8월, 더 와이어 저널리스트 데이비드 키넌은 2000년대 로파이와 포스트 노이즈 음악의 트렌드를 설명하기 위해 "하이프나고직 팝"이라는 용어를 만들었다. 이 트렌드에서 인디 아티스트들은 문화적 향수, 어린 시절 기억, 구식 녹음 기술의 요소에 참여하기 시작했다. 칠웨이브는 처음에는 "하이프나고직 팝"과 "glo-fi"라는 레이블 아래 흡수되었지만, "glo-fi"는 빠르게 대중적으로 사용되지 않게 되었다.
칠웨이브와 하이프나고직 팝은 모두 1980년대와 1990년대의 문화적 미학을 연상시키지만, 칠웨이브는 "치즈" 훅과 리버브 효과를 강조하는 더 상업적인 사운드를 지향했다. 피치포크의 마일스 보위(Miles Bowe)에 따르면, 칠웨이브는 하이프나고직 팝 아티스트를 "실제 팝 성공을 찾기 위해 스타일을 간소화한" "냉소적인" 리브랜딩을 언급하는 경멸적인 용어가 되었다. 이전에 하이프나고직 팝을 지지했던 키넌은 많은 아티스트에게 실망했으며, 2011년에는 "주류 미디어의 축소적 눈길 속에서" 칠웨이브가 "싸구려 형태의 복고주의와 나쁜 취향을 찬양하는 속기"가 되었다고 썼다.
카를레스는 나중에 자신이 "꽤 어리석은 이름들을 블로그 글에 잔뜩 올리고 어떤 이름이 붙을지 보자"고 의도했다고 설명했다. 네온 인디언의 앨런 팔로모(Alan Palomo)는 이 태그가 "가장 경멸적이고 비꼬는 태그였기 때문에 ... 당시 블로그 매개 음악 시대가 절정에 달했을 때 칠웨이브라는 용어가 등장했다"고 추측했다. 이 용어는 2010년 초에 월스트리트 저널과 뉴욕 타임스의 기사 주제가 되어서야 주류 통용어가 되었다.

## 인기 절정

### 칠웨이브의 여름과 초기 선봉

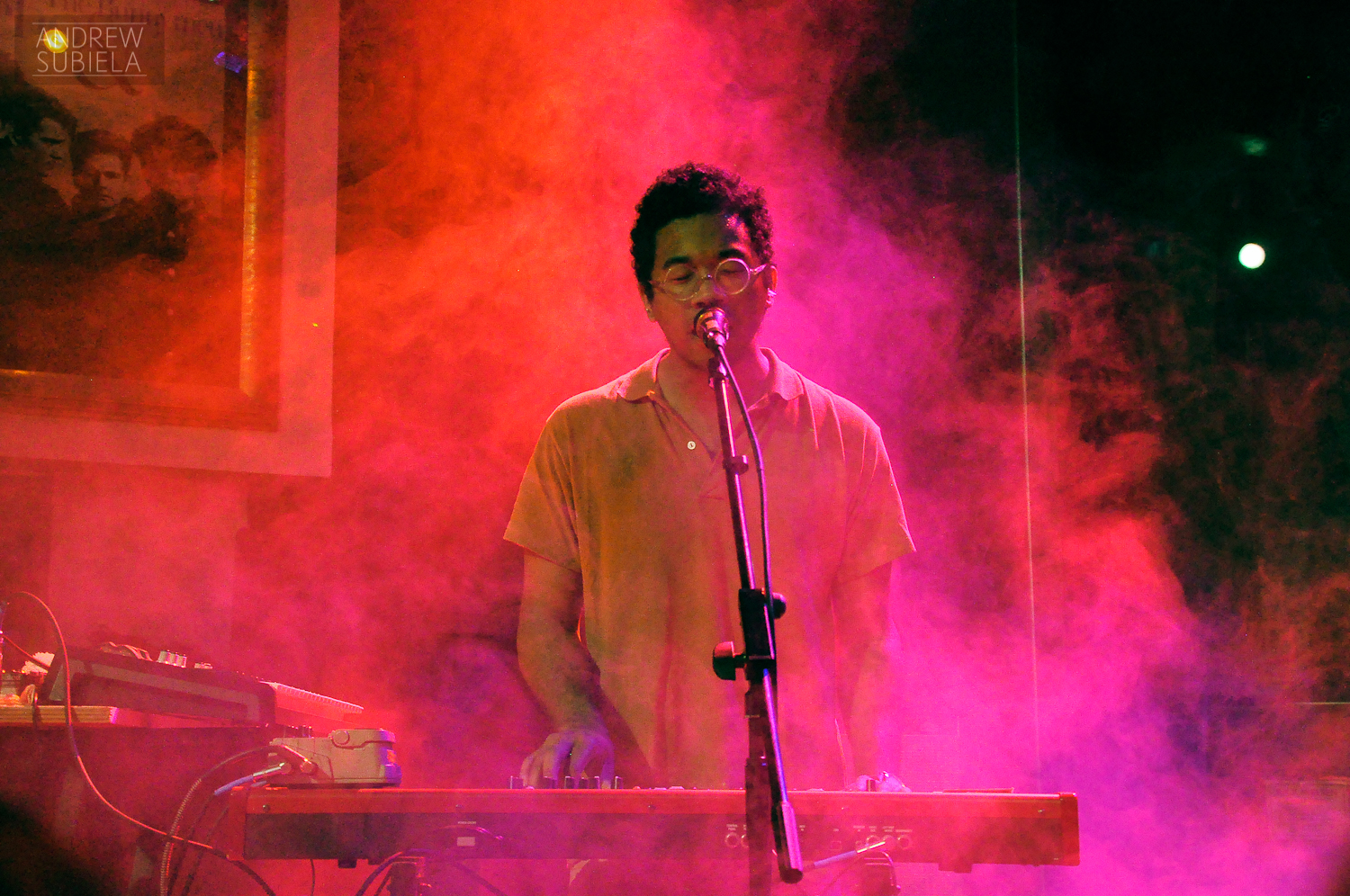
2012년의 차즈 번딕(토로 이 모아)

칠웨이브는 2008년과 2009년 내내 번성했으며, 2009년 "칠웨이브의 여름"으로 정점에 달했다. 이는 여름, 해변, 서핑을 언급하는 이름과 노래 제목을 가진 아티스트들의 범람으로 특징지어졌다. 노래들은 일반적으로 느리거나 중간 템포였고 1970년대 후반과 1980년대 초반의 대중음악을 연상시키는 빈티지, 아날로그 악기 연주를 포함했다. 특정 지리적 원천 지점은 없었지만, 칠웨이브는 미국 남부와 동부 해안에 집중되었고, 뉴욕주의 브루클린이 가장 두드러졌다. 네온 인디언(앨런 팔로모), 워시드 아웃(어니스트 그린), 토로 이 모아(차즈 번딕)는 칠웨이브 운동의 선봉으로 여겨졌다. 세 명 모두 미국 남부 출신의 1인 아티스트였고, 그린과 번딕은 지인이자 협력자였다.
네온 인디언의 데뷔작 Psychic Chasms (2009년 10월)는 장르를 대표하는 또 다른 초기 앨범이었으며, 특히 "Deadbeat Summer", "Terminally Chill", "Should've Taken Acid With You" 트랙이 대표적이다. 번딕의 데뷔작 Causers of This (2010년 1월)도 구식 로파이 팝 스타일로 유사한 주목을 받았다. 이 앨범은 비평가들의 찬사를 받았으며 카니예 웨스트의 초기 지지를 받아 훨씬 더 많은 인기를 얻었다. 롤링 스톤은 또한 번딕을 "칠웨이브의 대부"라고 칭했다.
2019년 스테레오검의 이안 코헨(Ian Cohen)은 데이브 호크(다양하게 메모리 테이프, 메모리 카세트, 위어드 테이프스로 알려짐)를 시대의 네 번째 주요 칠웨이브 아티스트라고 주장했다. 코헨은 호크의 작품을 "칠웨이브의 전형적인 문서", 즉 2009년 앨범 Seek Magic을 "아마도 2009년에 발매된 앨범 중 가장 좋은 앨범이며, 정의에 따르면 아마도 역대 최고의 칠웨이브 앨범일 것"이라고 정의했다.

### 베이퍼웨이브
베이퍼웨이브는 칠웨이브의 아이러니한 변형으로 시작된 전자 음악의 마이크로장르이다. 이는 아리엘 핑크와 제임스 페라로(James Ferraro)와 같은 하이프나고직 아티스트의 작업에서 느슨하게 파생되었으며, 복고풍 대중문화의 연상과 칠웨이브 장면의 "아날로그 향수"를 특징으로 한다. 하이프나고직 팝의 실험적인 경향을 증폭시킨 베이퍼웨이브는 깔끔하게 제작되었으며 거의 전적으로 샘플로 구성된다. 이는 스무드 재즈, 복고풍 엘리베이터 음악, R&B, 1980년대 및 1990년대의 댄스 음악과 같은 자료를 사용했으며, 느린 촙트 앤드 스크류드(chopped and screwed) 기법, 루핑 및 기타 효과를 적용했다.
작가, 팬, 아티스트들은 베이퍼웨이브, 칠웨이브, 하이프나고직 팝을 서로 구분하는 데 어려움을 겪었다. 온라인 포럼에서 장르에 대해 제기된 설명 중 하나는 "마르크스주의자를 위한 칠웨이브"였다. 베이퍼웨이브는 2012년 중반에 Last.fm, 레딧, 4chan과 같은 사이트에서 관객을 구축하며 더 넓은 인기를 얻었다. 곧바로 의도적으로 장르의 비진지성을 드러내는 자체 하위 장르와 파생 장르가 풍성하게 나타났다.

## 쇠퇴
칠웨이브는 2010년 중반에 정점에 도달했는데, 같은 해에 광범위한 비판을 받았다. 리뷰나 블로그 게시물에서 음악에 사용된 일반적인 설명 중 일부는 "사운드스케이프", "몽환적", "풍부한", "빛나는", "햇살 가득한"과 같은 진부한 표현이 되었다. 빌리지 보이스의 크리스토퍼 웨인가르텐(Christopher Weingarten)은 2009년 12월에 "글로파이 글의 90%가 '여름'을 어떤 식으로든 언급한다. 그리고 여름은 이미 4개월이나 지났다"고 말했다.
칠웨이브 장면은 결국 "시들고 죽었다". 한 가지 주요 이유는 단순한 제작 과정의 결과로 인한 아티스트의 갑작스러운 과포화였다. 뉴 타임즈 브로워드-팜 비치의 리드 피셔(Reed Fischer)는 밀리언영(Millionyoung)의 "완벽하게 괜찮은 앨범" 리플리컨츠(Replicants) (2011)에 대한 피치포크의 부정적인 리뷰를 이 장르의 종말 선언으로 언급했다. 이 장르가 대중적인 인기를 잃은 이유를 설명하며 번딕은 칠웨이브가 "그 나름의 역할을 다했고, 유행이 되자 아티스트들조차 [만들지] 관심을 잃었다"고 추측했다.
2015년에 피츠모리스는 워시드 아웃, 토로 이 모아, 네온 인디언의 "신성 삼인조"가 장르의 쇠퇴에도 불구하고 경력을 유지했다고 회상했다. 톰 호킹(Tom Hawking)은 "칠웨이브 시대는 음악 역사에서 각주, 모두에게 무서운 시대의 중산층 불안의 희미한 불꽃으로 남을 가능성이 높다. 하지만 그렇다고 해서 그 존재 자체가 음악보다 한 세대에 대해 더 많은 것을 말해주기 때문에 검토할 가치가 없는 것은 아니다"라고 예측했다.

## 유산과 비평적 관점

### 동시대 금융 위기, 여름, 현실도피
소리적으로나 과거를 되돌아보는 정신으로 이 장르는 세대적 후퇴의식에서 등장했다. 아마도 자궁으로 돌아가고자 하는 집단적 욕망이거나, 적어도 우리가 막연히 즐거운 정체 상태에서 혼자 존재할 수 있는 만족스러운 장소를 찾고자 하는 욕망이다. 
이 장르의 브루클린 중심 기원을 언급하며, 호킹은 "이것이 이렇게 해변 중심적인 음악이었다는 사실이 흥미롭다... 칠웨이브는 또한 크게 중산층 음악으로 느껴진다. ... 펑크가 분노와 변화에 대한 열망으로 반응했던 반면, 칠웨이브는 현실도피와 체념의 소리였다. ... 칠웨이브의 부상은 2007년 서브프라임 경제 위기의 여파와 동시에 일어났다는 것은 분명 우연이 아닐 것이다."
더 스트레인저의 에릭 그랜디(Eric Grandy)는 이 장르를 만드는 사람들은 "모호하고 이상화된 어린 시절에 대한 일종의 애정 어린 향수"를 공유했으며, 그 자세는 "음악적인 '뭐든 상관없어'라는 나른한, 음악적 어깨 으쓱거림"이라고 말했다. 존 파렐레스가 뉴욕 타임스에서 이 장르의 공통점을 파악하려는 또 다른 시도는 다음과 같다. "그들은 솔로 아티스트이거나 최소한의 밴드이며, 종종 노트북이 핵심에 있고, 1980년대 일렉트로팝의 기억을 이용하며, 튀어나오고 깜빡이는 댄스 음악 훅(그리고 종종 더 약한 리드 보컬)이 있다. 이것은 불황 시대의 음악이다. 저예산이며 춤추기 쉽다."

비치 보이스의 브라이언 윌슨은 칠웨이브의 공통적인 주제와 관련이 있었다

Vulture의 프랭크 구안(Frank Guan)은 여름을 연상시키는 것이 "결핍과 통제력 상실의 계절이 아니라, 교외의 조용함과 번영 속에서 중앙 냉난방이 있는 실내에서 혼자 보내는 여름, 낮에는 TV를 보거나 음악을 듣는 것"이라고 썼다. 이름 없는 피치포크 작가는 다음과 같이 말했다. "이 음악에 대해 글을 쓰는 것은 쉽지 않다. '여름의 사운드트랙'과 '해변으로 가고 싶게 만드는'을 넘어선 많은 노력이 필요하다. 이 여름에 집착하는 로파이 음악은 분위기와 느낌에 관한 것이 너무 많아서 면밀히 조사하는 것이 이상하게 느껴질 수 있다."
2009년 11월, 피치포크는 "칠웨이브의 여름"에 대한 사설을 게재했다. 비치 보이스의 브라이언 윌슨은 애니멀 컬렉티브와 비교되었으며, 그 여름의 인디 음악 전체에 걸쳐 "떠오르는 인물"로 언급되었다. 이름 없는 편집자는 유사성이 음악적이라기보다는 추상적이며, 윌슨의 영향력은 그가 "정신 건강 문제가 있는 정서적으로 연약한 사람이 약물 복용으로 대처했다"는 그의 전설에서 비롯된다고 주장했다. 편집자는 계속했다. "이제 여름은 방향 상실에 관한 것이다: 'Should Have Taken Acid With You'; 'The Sun Was High (And So Am I)'; 그[윌슨] 음악의 환상 -- 자동차, 모래, 서핑 -- 에 약간의 멜랑콜리와 약간의 약물 안개를 더하면 컴퓨터만으로 혼자 방에 있는 좋은 음악이 된다."

### 인터넷 음악 장르와 타당성
칠웨이브는 온라인에서 정체성을 얻은 최초의 장르 중 하나이며 트위터가 소셜 미디어를 지배하기 전의 마지막 인디 음악 현상 중 하나이다. 작가 가린 피르니아(Garin Pirnia)에 따르면, 이는 지리적 위치보다는 인터넷 매체를 통해 음악 트렌드를 연결하는 사례이다. 피르니아는 2010년에 (팔로모의 말을 인용하며) "밴드들이 모이는 도시나 장소에 의해 음악 운동이 결정되었던 반면, '이제는 블로거나 언론인이 전국에 흩어진 세네 개의 무작위 밴드를 찾아 그들 사이의 몇 가지 공통점을 묶어 장르라고 부를 수 있게 되었다'"고 썼다. 더 가디언의 에밀리 프리들랜더(Emilie Friedlander)의 설명에 따르면, 칠웨이브는 "100개의 인터넷 전자 음악 마이크로 장르(베이퍼웨이브, 위치 하우스, 씨펑크, 쉿게이즈, 디스트로이드, 하드 베이퍼 등)를 탄생시킨 인터넷 전자 음악 마이크로 장르이자, 2010년대 인터넷 랩의 대응물이기도 한데, 이 역시 사운드에 대한 콜라주적이고 과도하게 참조적인 접근 방식을 크게 공유했다."
칠웨이브와 그 파생 장르인 베이퍼웨이브는 유튜브에서 인기를 얻었는데, 종종 아이러니하거나 밈이 되도록 만들어진 곡들이 많았다.
칠웨이브는 음악 블로그계의 결정적인 순간이자 마지막 순간이었던 한 장면을 패러디한 것이었다. '고릴라 대 곰'이나 '피치포크' 같은 사이트들은 한동안 칠웨이브를 지지했고, '월스트리트 저널' 같은 전통 매체의 진지한 논평 기사들은 "칠웨이브가 차세대 음악 트렌드가 될 수 있을까?"라고 질문했다. 칠웨이브는 뻔히 조작된 것이었기에 제대로 된 트렌드가 될 수 없었을 것이다. 
그랜트랜드의 데이브 실링(Dave Schilling)은 "슈게이징"이나 "드림 팝"과 같은 기존 레이블이 얼마나 "자의적이고 무의미한지" 드러내기 위해 이 용어가 만들어졌다고 주장했다. 샌프란시스코 베이 가디언의 조지 매킨타이어(George McIntire)는 칠웨이브의 기원이 "블로그스피어의 진통"에 있으며, 이 용어를 "결이 거칠고, 춤추기 좋고, 로파이이며, 1980년대에서 영감을 받은 음악을 설명하는 데 사용되는 값싸고 덧붙이는 레이블"이자 "그것과 관련된 어떤 밴드에게도 피해"라고 불렀다. 2011년 카를레스는 "어떤 언론이라도 진지하게 받아들였다는 것은 우스꽝스럽다"고 말했으며, 자신이 이야기했던 밴드들이 이 태그에 대해 "짜증을 내지만" "이것이 좋은 일이었다는 것을 이해한다"고 말했다. "아이튠즈가 이것을 공식 장르로 만든 것은 어떤가? 이제 이론적으로 시장성 있는 인디 사운드가 되었다."

2015년까지 대다수의 합의는 칠웨이브가 조작된 비장르라는 것이었다. 2016년에 팔로모는 "칠웨이브"와 "베이퍼웨이브" 같은 레이블을 "자의적"이라고 설명하며, "칠웨이브"라는 설명이 선호에서 벗어난 것에 대해 "더 이상 행복할 수 없었다"고 말했다. 토로 이 모아의 차즈 번딕은 이 장르에 대해 다음과 같이 공개적으로 말했다. "그것과 관련되어 있다는 사실이 좋다. 멋지다. 많은 아티스트들이 어떤 종류의 운동의 일부가 될 기회를 얻지 못하므로, 어떤 면에서 그 일부로 간주되는 것에 대해 매우 영광스럽게 생각한다."